# Ouvrage du Col-de-la-Valette
L'ouvrage du Col-de-la-Valette est une fortification faisant partie de la ligne Maginot, située sur la limite entre les communes d'Isola et de Roure, dans le département des Alpes-Maritimes.
Dans les années 1930, il était prévu d'en faire un petit ouvrage de quatre blocs servant d'abri actif, avec pour mission non seulement de protéger une section d'infanterie, mais aussi de défendre le col de la Valette grâce à son armement. Mais il est resté inachevé : aucun de ses blocs a été totalement terminé.

## Description
L'ouvrage est construit sur le col de la Valette, à 2 184 mètres d'altitude, entre le mont Mounier (qui culmine à 2 817 mètres d'altitude) et le mont Gravières (à 2 331 m).

### Position sur la ligne
Les fortifications françaises construites le long des frontières orientales de la mer du Nord jusqu'à la mer Méditerranée dans les années 1930, surnommées la « ligne Maginot », étaient organisées en 24 secteurs, eux-mêmes subdivisés hiérarchiquement en plusieurs sous-secteurs et quartiers. L'ouvrage du Col-de-la-Valette se trouvait dans le secteur fortifié des Alpes-Maritimes (SFAM), plus précisément dans le sous-secteur du Mounier, qui bénéficiait du relief montagneux constitué par le massif du Mercantour. La frontière franco-italienne était à l'époque quelques kilomètres plus au sud (jusqu'au traité de Paris de 1947) : si le village d'Isola était alors français, le site d'Isola 2000 était côté italien ; la frontière partait de la cime de Colle-Longue pour rejoindre les gorges de Valabres, puis passait au sud du mont Giraud pour continuer vers l'est.
Les fortifications étaient organisées en profondeur : dans le quartier de Beuil, la première série de défenses se trouvait dans la vallée de la Tinée, composée des petits points d'appui tenus par les sections d'éclaireurs-skieurs (SES) ainsi que de l'avant-poste d'Isola (le seul du quartier). L'ouvrage du Col-de-la-Valette se trouve plus au sud, sur une ligne principale de résistance à peine ébauchée, avec à l'ouest l'ouvrage du Col-de-Crous (un autre « abris actifs »). Enfin, encore un peu plus en arrière, étaient implantées les positions de tir de l'artillerie de position, les postes de commandement, les dépôts de munitions, les casernements, etc.
L'ouvrage du Col-de-la-Valette devait interdire le sentier reliant Isola à Beuil, la route passant plus à l'est par les gorges de la Tinée étant d'abord bloquée par l'avant-poste de Valabres, puis plus en aval par les ouvrages de Fressinéa et de Rimplas (appartenant tous les trois au sous-secteur voisin).

### Souterrains et blocs
Comme tous les autres ouvrages de la ligne Maginot, celui du Col-de-la-Valette est conçu pour résister à un bombardement d'obus de gros calibre. Les organes de soutien sont donc aménagés en souterrain, creusés sous plusieurs mètres de roche, tandis que les organes de combat, dispersés en surface sous forme de blocs, sont protégés par d'épais cuirassements en acier et des couches de béton armé. Les installations souterraines abritent un casernement pour l'équipage, un système de ventilation, une cuisine, un poste de secours, des latrines, des lavabos, un petit stock de munitions, un stock de vivres, une usine (mais le petit groupe électrogène n'a pas été installé), ainsi que des réservoirs d'eau.
L'ouvrage devait être en fait un abri-caverne sur lequel devait être greffé deux blocs de combat (d'où l'expression d'« abri actif ») : selon les plans il devait y avoir quatre blocs en surface, dont deux d'entrée, un observatoire et une casemate d'infanterie. Le niveau de protection se limite au no 1, soit une dalle d'un mètre et demie d'épaisseur de béton armé, ainsi que des murs d'1,70 m (pour ceux qui sont exposés), soit de quoi résister à un bombardement allant jusqu'aux obus de 160 mm.
- Bloc 1, l'entrée occidentale : seule la fouille a été réalisée.
- Bloc 2, l'entrée orientale : pas terminée, limitée à une entrée réduite (une façade bétonnée en tête de galerie).
- Bloc 3, l'observatoire : le béton a été coulé, mais la cloche VDP n'a pas été installée.
- Bloc 4, la casemate : pas coulé, devait être équipé de deux créneaux pour jumelage de mitrailleuses[3].

## Histoire
Les plans de l'ouvrage ont été présentés à la Commission d'organisation des régions fortifiées (CORF) en 1932 et modifiés en 1933. L'ouvrage fut construit par la main-d'œuvre militaire (MOM, en prenant sur les crédits d'instruction), et non pas par une entreprise privée, pour faire des économies budgétaires. mais le manque de moyens, son caractère peu prioritaire et les conditions du chantier sont tels (les travaux ne sont possibles que pendant la saison estivale) que l'ouvrage est à peine ébauché en juin 1940.
L'intérieur est désormais inaccessible : pour des raisons de sécurité, l'entrée a été remblayé par des cailloux, seule l'extrémité supérieure de la porte reste visible.